# 7331-es mellékút (Magyarország)
A 7331-es számú mellékút egy közel 38 kilométeres hosszúságú, négy számjegyű mellékút a Dunántúl nyugati felében, amely három vármegye, Zala, Veszprém és Vas vármegye négy járását is érinti. Funkciója hasonló a 84-es főútéhoz – amennyiben Vas vármegyét köti össze a Balaton térségével –, de jelentősége annál számottevően kisebb.

## Nyomvonala
A 7327-es útból ágazik ki, annak 8+850-es kilométerszelvényénél, Zala vármegye keleti részén, a Keszthelyi járáshoz tartozó Rezi külterületén, a község nyugati határában. Északnyugat felé indul és már a 300. métere előtt átlép Karmacs területére, ugyanott keresztezi a Gyöngyös-patak folyását is. 1,4 kilométer után éri el a község első házait, itt Kisfaludy Sándor utca néven halad. 3,1 kilométer után kilép a falu belterületéről, a 4+100-as kilométerszelvényénél pedig eléri Vindornyafok határát. Mindössze 300 méteren át húzódik a két község határvonalán, utána ismét karmacsi területen folytatódik, de előtte kiágazik belőle kelet felé az 1,2 kilométer hosszú, 73 163-as számú, amely Vindornyafok központjáig vezet.
Még mindig karmacsi területen, 5,7 kilométer után egy delta csomópontú elágazáshoz érkezik: itt indul nyugati irányban a 7336-os út (a delta délnyugati ága önállóan számozódik, 73 605-ös számmal). 6,7 kilométer után lép az út Vindornyaszőlős területére, a falut 8,7 kilométer után éri el, ott a neve Kisszőlős utca, majd egy kisebb irányváltást követően Kossuth Lajos utca. A központban kelet felé ágazik ki belőle egy alsóbbrendű út: ez a 73 164-es számot viseli, amely Vindornyalakra vezet, végighúzódik a falun annak egyedüli útjaként, majd Zalaszántó központjában a 7327-es útba torkollva ér véget. A 7331-es 10,5 kilométer után hagyja el Vindornyaszőlős legészakibb házait, és a 11+300 kilométerszelvénye közelébe Kisgörbőre ér, amely már a Zalaszentgróti járáshoz tartozik.
13,5 kilométer megtétele után éri el Kisgörbő lakott területét, itt északi irányba haladva, a neve ezen a szakaszon Arany János utca. Alig 500 méter után keletnek fordul, majd eléri a falu központját. Ott ismét északi irányt vesz, de kelet felé is folytatódik egy út: ez a 7333-as számot viseli, ami itt ágazik ki és Nagygörbőn, Döbröcén és Sümegcsehin végighaladva Bazsi és Sümeg határvonalán ér véget, a 7327-es útba torkollva. A 7331-es Kisgörbő központjától észak felé induló szakasza az Új utca nevet viseli, és mielőtt még kilépne a község házai közül, kiágazik belőle egy út nyugatra is, 7334-es számozással: ez Zalaszentgrót déli széléig vezet.
16,3 kilométer után lép az út Óhíd településre, és itt majdnem azonnal eléri a község házait is. A központig változatlanul észak felé haladva a Kossuth Lajos utca nevet viseli, majd ott, kevéssel a 17. kilométere után beletorkollik kelet-északkelet felől egy öt számjegyű út: ez a 73 166-os, amely  Mihályfán indul ki a 7328-asból és 3,5 kilométer után itt ér véget. A 7331-es itt északnyugatnak fordul és szinte azonnal ki is lép a település belterületéről.
A 19+150-es kilométerszelvényénél Óhíd, Türje és Szalapa hármashatárához ér, innen egy jó darabig e két utóbbi település határvonalát követi. Közben északnak fordul és így keresztezi, a 20+600-os kilométerszelvényénél a 7328-as utat, amely itt pontosan a 12. kilométerénél jár. 22,5 kilométer után lép csak teljesen türjei területre, ezen a ponton torkollik bele kelet-északkelet felől a 7337-es út, 9,2 kilométer megtételét követően, Ukk és Gógánfa felől.
Nemcsak Szalapát, Türjét sem érinti ennél jobban, és 23,6 kilométer után ez utóbbi település területét is elhagyja, átlépve a Veszprém vármegye Sümegi járásához tartozó Dabronc közigazgatási területére. Kevéssel ezután felüljárón áthalad a MÁV 25-ös számú Bajánsenye–Zalaegerszeg–Ukk–Boba-vasútvonalának vágányai felett, majd kiágazik belőle egy rövid útszakasz nyugat felé: ez a 73 329-es számozást viseli, és Ötvös forgalmi kitérőhöz vezet. A település központját egyébként messze elkerüli az út, csak a korábban hozzá csatolt Ötvösön húzódik keresztül, a kis falucskát a 25. kilométere előtt éri el. A 25+250-es kilométerszelvényénél kiágazik belőle kelet felé a 73 173-as út, ez vezet Dabronc központjába, ahova 2,5 kilométer megtétele után érkezik el.
27,4 kilométer után Zalaerdőd település területére ér, majd kevéssel a 28+200-as kilométerszelvénye előtt kiágazik belőle kelet felé a 73 168-as út: ez előbb Zalaerdőd központjába, majd tovább Hetyefőre, ott délnek fordulva Dabroncra vezet és utóbbi falu belterületétől délre ér véget, a 7337-es útba torkollva. 30+400-as kilométerszelvényénél az út már a Vas vármegye Celldömölki járásához tartozó Keléd település területére érkezik, és ott rögtön lakott területen halad, Hunyadi utca néven. 31,3 kilométer körül hagyja el Keléd házait, és itt az eddig követett, nagyjából északi irányát elhagyva keletebbnek fordul.
33,2 kilométer után lép be Jánosháza külterületére, majd a 35+400-as kilométerszelvényénél keresztezi a 84-es főutat, amely itt a 39+300-as kilométerszelvényénél jár. 36,6 kilométer után keresztezi a 8-as főutat is – annak 114+200-as kilométerszelvénye közelében – de még innen is továbbhalad, Jánosháza központja felé, immár a település beépített területén, Hunyadi János utca néven. Utolsó szakasza a Kossuth tér nevet viseli, így ér véget, a 8435-ös útba torkollva, annak 150. méterszelvényénél.
Teljes hossza, az országos közutak térképes nyilvántartását szolgáló kira.gov.hu adatbázisa szerint 37,863 kilométer.

## Települések az út mentén
- (Rezi)
- Karmacs
- (Vindornyafok)
- Vindornyaszőlős
- Kisgörbő
- Óhíd
- (Türje)
- (Szalapa)
- Dabronc
- (Zalaerdőd)
- Keléd
- Jánosháza

## Története
A Schedius Lajos és Blaschek Sámuel által 1847-ben kiadott „Magyarország földtérképe" kiadvány, amely megkülönböztet épített (csinált) és egyéb utakat, ezt az utat még nem említi az épített utak között. A Weimar Verlag Geografischen Institut 1851-ből származó térképén viszont felismerhetően szerepel a Karmacs–Türje közötti szakasz, „egyéb” kategóriájú (vagyis nem főpostaútnak minősülő) útként.
„A főközlekedési utak forgalmi terhelésének térképe az 1935/36. évi forgalomszámlálás adatai alapján” című térkép feltünteti a Türje és Jánosháza közötti szakaszt, de útszámozás nélkül.
A mai 87-es főút kialakításával kapcsolatos, még az 1930-as években megszületett tervek szerint a főutat Lövőtől, a 84-es főútból kiágazva Sopronhorpács irányában Kőszegig, onnan Szombathely, Rum, Mikosszéplak, Zalaszentgrót, Karmacs, Hévíz érintésével Keszthelyig építették volna ki. Erre azonban megfelelő mennyiségű pénz nem gyűlt össze, mivel Ausztria kizárólag a Bécs és a Balaton közti legrövidebb összeköttetést, azaz a 84-es főút megvalósítását támogatta anyagilag, így a főútnak csak a Kőszeg-Szombathely-Rum-Kám szakasza készült el. Ha a terv valóra vált volna, akkor a cikkben tárgyalt út Karmacsot érintős szakasza ma (legalább részben) a 87-es főút részét képezné.

## Hídjai
Egy jelentősebb hídja van, az ötvösi vasút feletti híd a 23+743 kilométerszelvényében, amely 1959-ben épült.